# Plan del Inca

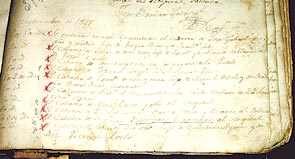
Registros del Cementerio de la Recoleta sobre el entierro de Juan Bautista Túpac Amaru, Inca que Manuel Belgrano intentó coronar como rey de las independizadas Provincias Unidas de Sudamérica.

El plan del Inca fue una propuesta de forma de estado y de gobierno formulada durante 1816 por Manuel Belgrano en el Congreso de Tucumán, con el objetivo de establecer una monarquía constitucional y coronar a un Inca como rey. Contemporáneamente con la Declaración de la Independencia de las Provincias Unidas del Sur, actual Argentina, el Congreso discutió la propuesta belgraniana. El plan estaba concebido para adecuar las instituciones del nuevo estado a la restauración absolutista implantada por la Santa Alianza en Europa y para sumar el apoyo de los incas del Perú, Alto Perú y Ecuador en América del Sur.
Los Candidatos al trono de las Provincias Unidas del Río de la Plata (los cuales también debían casarse con alguien de la Casa de Braganza luso-brasileña) fueron:
- Juan Bautista Túpac Amaru: Un rebelde indo-mestizo que tenía gran fama en las Provincias Unidas, dado que había participado en la Rebelión de Túpac Amaru II de 1780 y era uno de los familiares sobrevivientes más conocidos de Túpac Amaru II. Fue el favorito, pero posteriormente se descartaría por estar anciano y cerca a fallecer.
- Juan Andrés Jiménez de León Manco Cápac: Un clérigo y militar mestizo que se ganó su fama por oponerse a los cobros excesivos del tributo. Participó como comandante militar en el levantamiento de Juan José Castelli.
- Dionisio Inca Yupanqui: Un jurista y militar mestizo que se había educado en Europa y que representó al Perú en las Cortes de Cádiz, imbuido por el Liberalismo español. Tenía fama de hombre letrado y defensor de la igualdad entre europeos y americanos (aunque inicialmente influenciado por la Ilustración, en el futuro renegaría de las ideas liberales y se adheriría al Manifiesto de los Persas).

Posteriormente, luego de 4 días de realizar esta proclama, se daría el anuncio oficial de la Independencia de Argentina el 9 de julio de 1816, en el que la gran mayoría de asambleístas apostaría por la forma monárquica, y se sugirió que su capital del Reino debía ser en el Cuzco (probablemente por la influencia de diputados del Alto Perú). Únicamente Godoy Cruz y sus asociados pidieron que la capital de la Monarquía Constitucional se ubicara en Buenos Aires, aunque igualmente se sumaron al proyecto monárquico americano, en cuyo patrocinio se encontraban figuras como San Martín, Bernardo de Monteagudo o Martín Miguel de Güemes. Más adelante, el informe de la asamblea sería transcrito por Tomás Manuel de Anchorena (agregando sus comentarios del plan) dentro de una carta del 4 de diciembre de 1846 (dirigida a Juan Manuel de Rosas). De dicho escrito se pudo recoger el contenido del proyecto Belgrano, en el que se informaba que el estilo de gobierno sería la Monarquía parlamentaria basada en la Carta Magna inglesa:

"...que había acaecido una mutación completa de ideas en Europa en lo respectivo a la forma de gobierno. Que como el espíritu general de las naciones, en años anteriores, era republicarlo todo, en el día se trataba de monarquizarlo todo. Que la nación inglesa, con el grandor y majestad a que se ha elevado, no por sus armas y riquezas, sino por una constitución de monarquía temperada, había estimulado a las demás a seguir su ejemplo. Que la Francia la había adoptado, que el rey de Prusia, por sí mismo, y estando en el goce de un poder despótico, había hecho una revolución en su reino, y sujetándose a bases constitucionales iguales a las de la nación inglesa; y que esto mismo habían practicado otras naciones. ...en su concepto la forma de gobierno más conveniente para estas provincias sería la de una monarquía temperada; llamando la dinastía de los Incas por la justicia que en sí envuelve la restitución de esta Casa tan inicuamente despojada del trono".

La propuesta recibió el apoyo de José de San Martín, Martín Miguel de Güemes y las provincias del norte, pero encontró con una fuerte resistencia de los diputados de Buenos Aires, partidarios de establecer una gran cantidad de repúblicas en Hispanoamérica.
De hecho recibió fuerte mofa y ridiculización de los Porteños. Por ejemplo, uno de los diputados de Buenos Aires llegó a gritar: "¡Prefiero estar muerto que servir a un rey con ojotas!". Tomás de Anchorena, un diputado bonaerense, argumentó “que si se pusiese la mira en un monarca de la casta de los chocolates, cuya persona, si existía, probablemente tendríamos que sacarlo borracho y cubierto de andrajos de alguna chichería para colocarlo en el elevado trono de un monarca.” Por otra parte, los periódicos de Buenos Aires se burlaban de la decisión, con chistes racistas y antiperuanos en las que exclamaban que los argentinos iban a buscarse "un rey patas sucias en alguna pulpería o taberna" en el Altiplano.
El Congreso de Tucumán finalmente decidió rechazar el plan del Inca, creando en su lugar un estado  republicano y centralista.

San Martín lo calificó de «admirable plan del Inca» en cartas a su amigo, el diputado por Mendoza, Godoy Cruz: «Ya digo a Laprida lo admirable que me parece el plan de un inca a la cabeza, las ventajas son geométricas, pero por la patria les suplico no nos metan en una regencia de personas (…)»